# Christian Wirth
Christian Wirth (Obersalzheim, Württemberg, 24 de noviembre de 1885 - cerca de Hrpelje-Kozina, actual Eslovenia, 26 de mayo de 1944) fue un oficial de la Schutzstaffel (SS) y de la policía alemana. Fue comandante del Campo de exterminio de Bełżec y uno de los principales arquitectos del programa para exterminar a los judíos de Polonia, la conocida como Operación Reinhard. Por su brutalidad, se ganó varios sobrenombres entre sus víctimas, que lo conocían como Christian el Terrible (en alemán: Christian der Grausame) y El Salvaje Christian.

## Biografía

### Inicios
En 1910 se unió a la policía uniformada. Llegó a participar en la Primera Guerra Mundial, combatiendo en el Frente Occidental. A su regreso a Alemania, en 1919, fue ascendido a detective de la policía.
Wirth fue uno de los primeros miembros del Partido Nazi (NSDAP), uniéndose por primera vez en 1923, antes de que el partido fuera ilegalizado tras el fallido Putsch de la Cervecería. Se volvió a unir el 1 de enero de 1931 con el número de ficha 420.383, y posteriormente en las Sturmabteilung (SA), el 30 de junio de 1933, pero dejó la militancia sin efecto. El 7 de diciembre pasó a colaborar con el Sicherheitsdienst (SD). El 10 de agosto de 1939 finalmente fue transferido de la SA y se incorporó a las Schutzstaffel (SS), alcanzando en octubre el rango de Obersturmführer.
Trabajó los primeros años del régimen nazi como agente de la Kriminalpolizei (KriPo) en Stuttgart. Fue funcionario clave en el Programa Aktion T-4 para coordinar la eutanasia organizada en todos los territorios ocupados entre 1939 y 1941.

### Crímenes de guerra
Entre 1942 y 1943, es nombrado primeramente comandante del campo de exterminio de Bełżec donde se ganó el apodo de Christian El Salvaje quien sistematizó el exterminio masivo cambiando el método de sofocación con monóxido de carbono a gás Zyklon B con el concurso del SS Obersturmführer Kurt Gerstein, en dicho campo, además sistematizó la forma en que se recibía a las víctimas, engañándolas con eufemismos para llevarlas por su voluntad a las cámaras de gaseamiento. No obstante, aún no se había introducido el sistema de crematorios por lo que en Belzec se enterraban los cuerpos.
El 18 de agosto de 1942 Gerstein fue testigo de como la tierra se hinchaba con los gases de la putrefacción y el terreno tuvo que ser quemado. Christian Wirth es mencionado por Gerstein, en el testimonio sobre un gaseamiento en Belzec.
El 14 de agosto de 1942, Odilo Globocnik le nombró Inspector de los tres campos de la muerte de la Operación Reinhard: Belzec, Sobibor y Treblinka, en el distrito de Lublin. Luego de finalizada esta operación, junto a Odilo Globocnik es nombrado responsable de dirigir la "Fuerza de Tarea R" de las SS, en el verano de 1943. Esta unidad tuvo como objetivo, siendo formada con antiguos miembros de la Operación Reinhard, de adelantar misiones contra partisanos, judíos y bandas armadas al norte de Italia, especialmente en la zona de Fiume, Trieste y Údine. Todos los judíos capturados en esta zona fueron trasladados al pequeño campo de San Sabba, cerca de Trieste y ejecutados allí. Por iniciativa de Wirth, en el mismo sitio se construyó un horno crematorio para destruir los cuerpos de los prisioneros asesinados.
Wirth murió en una emboscada de los partisanos yugoslavos el 26 de mayo de 1944, mientras se dirigía a Fiume.

## Condecoraciones obtenidas
- Cruz de Hierro de Primera Clase (1914).
- Cruz de Hierro de Segunda Clase (1939), por sus servicios prestados en 1914.
- Cruz de Mérito de Guerra de Primera Clase con Espadas.
- Cruz de Mérito de Guerra de Segunda Clase con Espadas.
- Medalla deportiva de bronce de la Sturmabteilung (SA).